# Дряново (област Ямбол)
Вижте пояснителната страница за други значения на Дряново.
Дряново е село в Югоизточна България. То се намира в община Тунджа, област Ямбол.

## География
Село Дряново е малко селце в област Ямбол.

## Редовни събития
Съборът на селото, където участват кукерски състави по традиция е на 2 август.
На първи август 2015 г. село Дряново е домакин на традиционния общински Илинденски събор.